# Sopotnik
Sopotnik är en ort i Bosnien och Hercegovina.   Den ligger i entiteten Republika Srpska, i den östra delen av landet, 80 km nordost om huvudstaden Sarajevo. Sopotnik ligger 165 meter över havet och antalet invånare är 215.
Terrängen runt Sopotnik är huvudsakligen kuperad. Sopotnik ligger nere i en dal. Närmaste större samhälle är Milići, 13,7 km sydväst om Sopotnik.
I omgivningarna runt Sopotnik växer i huvudsak lövfällande lövskog. Runt Sopotnik är det ganska tätbefolkat, med 67 invånare per kvadratkilometer.